# Rocca Roveresca (Senigallia)
La forteresse de Senigallia, appelée Rocca Roveresca, se trouve dans la province d'Ancône, dans la région des Marches, au centre de l'Italie, sur le versant de l'Adriatique, à Senigallia.

## Historique

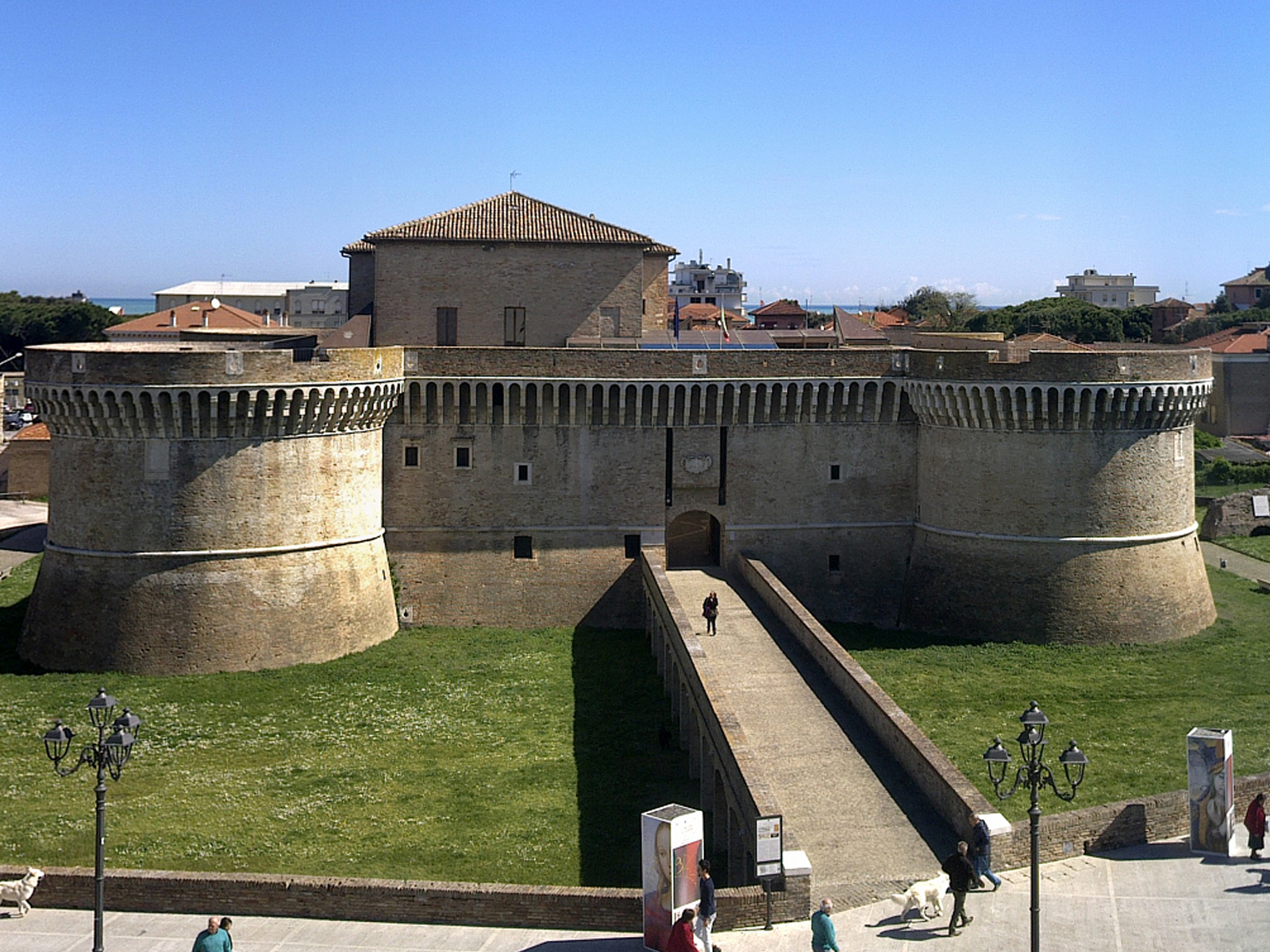
Rocca Roveresca

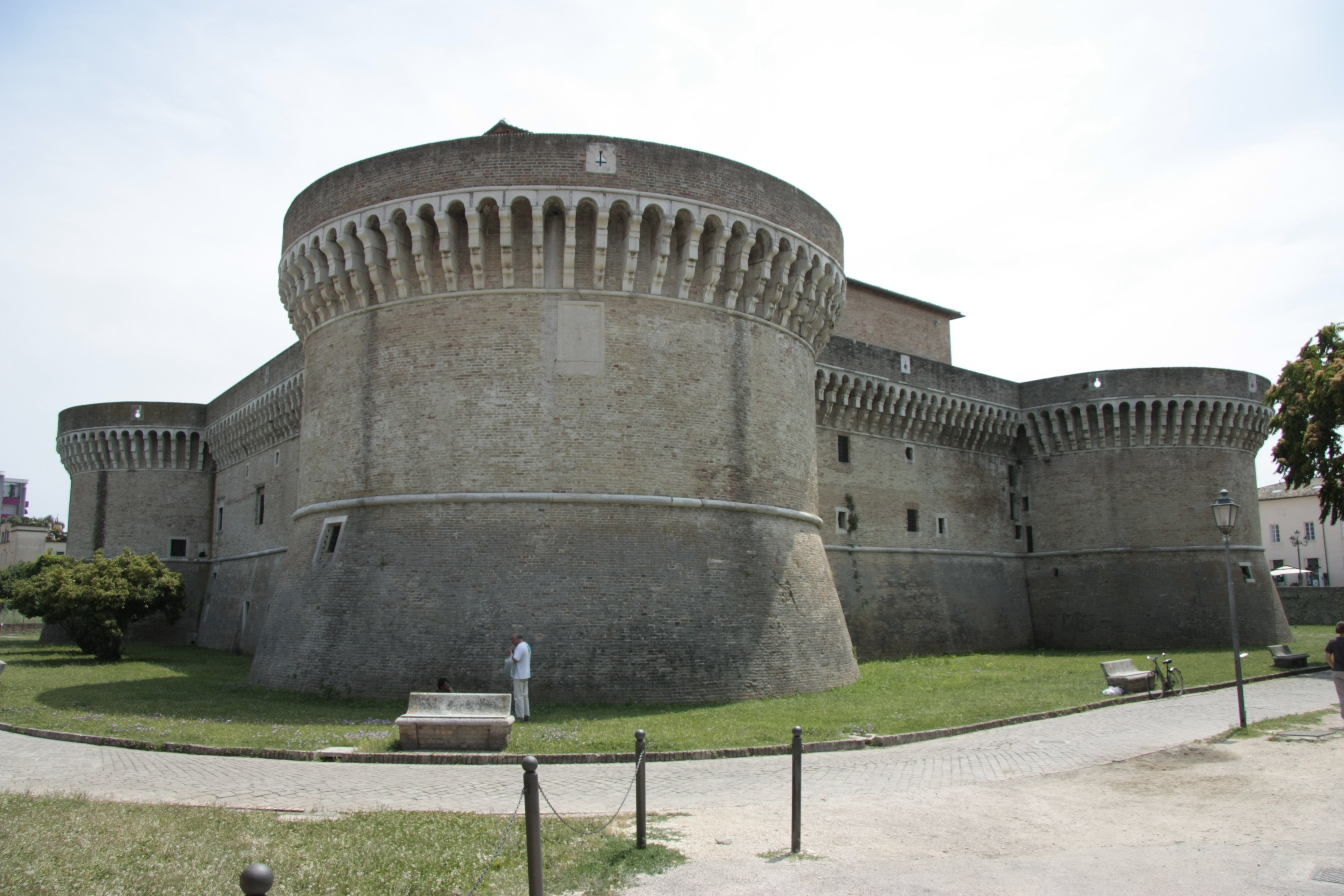
Les donjons

La Rocca Roveresca est le résultat des constructions et des remaniements, qui se sont succédé au cours des siècles, à partir d'une première fortification romaine, sur un site stratégique pour la défense de la ville. Des vestiges remontant à l'époque romaine, une tour médiévale incorporée aux structures suivantes, des puissantes arcades du XIVe siècle et deux agrandissements, réalisés au XVe siècle, en sont témoignages. La forteresse a connu cinq interventions constructives principales, qui coïncident avec des phases positives de l'histoire de Senigallia :
- la première du IIIe siècle av. J.-C. (fortification romaine) ;
- la deuxième de l'époque médiévale (tour du XIIe – XIIIe siècle) ;
- la troisième du milieu du XIVe siècle (petit fort voulu par le cardinal Egidio Albornoz) ;
- la quatrième du milieu du XVe siècle (agrandissement voulu par Sigismondo Malatesta) ;
- la cinquième qui remonte aux dernières années du XVe siècle (agrandissement voulu par le duc Jean della Rovere, 1476-1482).

Toutefois on doit souligner que la restructuration, qui aujourd'hui prédomine est celle de la fin du XVe siècle, correspondant à la seule période dans laquelle Senigallia est, en même temps, capitale d'un petit État et résidence de son seigneur, Giovanni della Rovere. Ce dernier a fait construire un bâtiment constitué de deux parties : le corps central, destiné à la résidence seigneuriale, projeté par Luciano Laurana, le même architecte du palais ducal d'Urbino, et l'imposant complexe militaire projeté par Baccio Pontelli. La caractéristique principale et originale de la Rocca, qui la rend unique, est qu'elle a, à l'origine, deux fonctions : d'un côté résidence  et de l'autre forteresse. En outre, la structure, selon les exigences du duc Giovanni della Rovere, devait être complètement  indépendante, en cas de siège. Toutefois ne pas utiliser la Rocca comme résidence témoigne du bon gouvernement de la famille Della Rovere, qui a été le fondement de sa longue domination. 

### La famille Della Rovere
La seigneurie des Della Rovere marque l'histoire de Senigallia pendant plus d'un siècle et demi,  de 1474 à 1631. La famille, d'origine ligure, atteint  ses plus grandes fortunes grâce à deux papes, Sixte IV (1472-1484) et Jules II (1503-1513). Sixte IV donne à son neveu Giovanni della Rovere la seigneurie de Senigallia et de Mondavio, en vicariat, et il contracte,  au même temps, le mariage avec Giovanna de Montefeltro, fille du célèbre Federico, selon une stratégique politique avisée et clairvoyante. Giovanni est, également, nommé préfet de Rome et il hérite de son cousin Leonardo le duché de Sora. Son fils, Francesco Maria Ier, qui possède déjà les possessions de la part de son père, hérite en 1508 du duché d'Urbino, par l'extinction de la famille des Montefeltro, et son oncle, le pape Jules II, lui donne en vicariat la ville de Pesaro en 1513. En 1631, la mort de Francesco Maria II met fin à la maison des Della Rovere et le duché est réincorporé à l'État Pontifical. La forteresse, qui a soutenu le siège de Cesare Borgia, dit le Valentinois, en 1502, et qui, sous le duc Guidobaldo II, au milieu du XVIe siècle, a été le siège d'une école d'artillerie réputée, est aménagée en prison. Les quatre ducs Della Rovere (Giovanni, Francesco Maria Ier, Guidobaldo II et Francesco Maria II) sont des condottieres et des mercenaires, appelés non seulement à combattre des guerres, mais aussi à superviser les œuvres militaires défensives et offensives de leurs commanditaires. Ils continuent l'exceptionnelle tradition de l'école d'architecture militaire de Federico da Montefeltro ; en effet ils créent dans le territoire du Duché d'Urbino beaucoup de fortifications et de forteresses, comme celles de Senigallia et de Mondavio voulues par Giovanni Della Rovere, témoignages de leurs grandes compétence et  grandeur. En outre à Senigallia, aux œuvres militaires s'ajoutent celles civiles et religieuses : le couvent des Grâces, construit  par Giovanni della Rovere pour remercier la Vierge de la naissance de son fils, le Palais Ducal, le Palais Baviera, la Fontaine des Canards, le Palais communal, l'église de la Croix. Toutes ces œuvres sont des signes encore bien visibles de la vivacité culturelle et de la richesse de l'époque de la famille Della Rovere, comme la Rocca Roveresca di Mondavio.

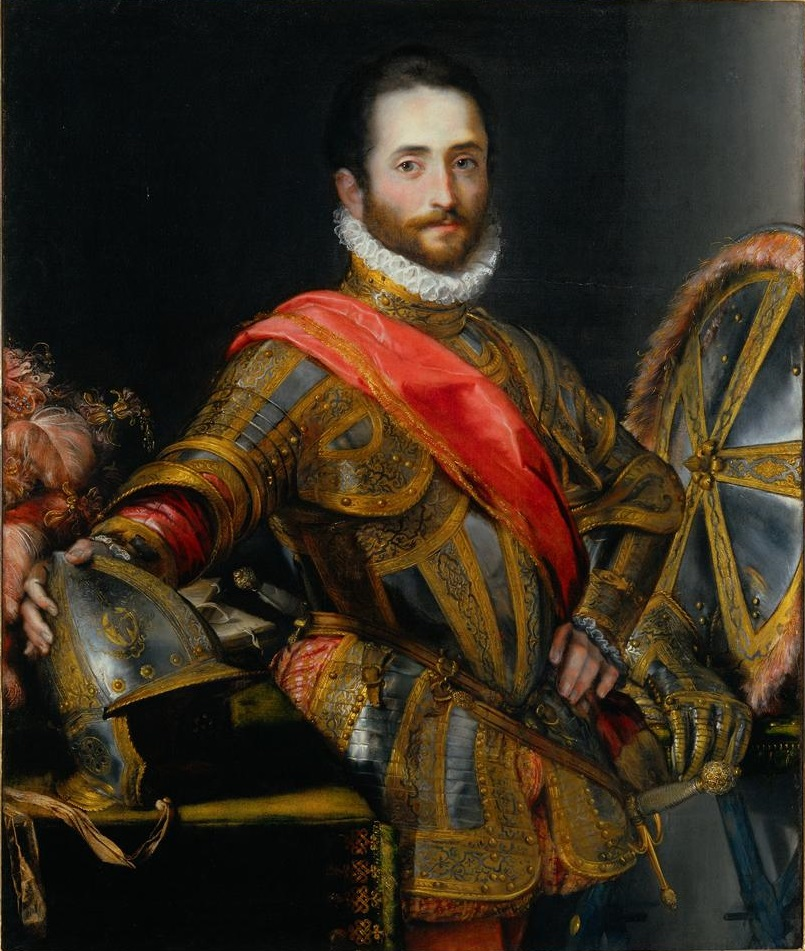
François Marie II Della Rovere, portrait de Federico Barocci. Galerie des Offices, Florence.

## Description

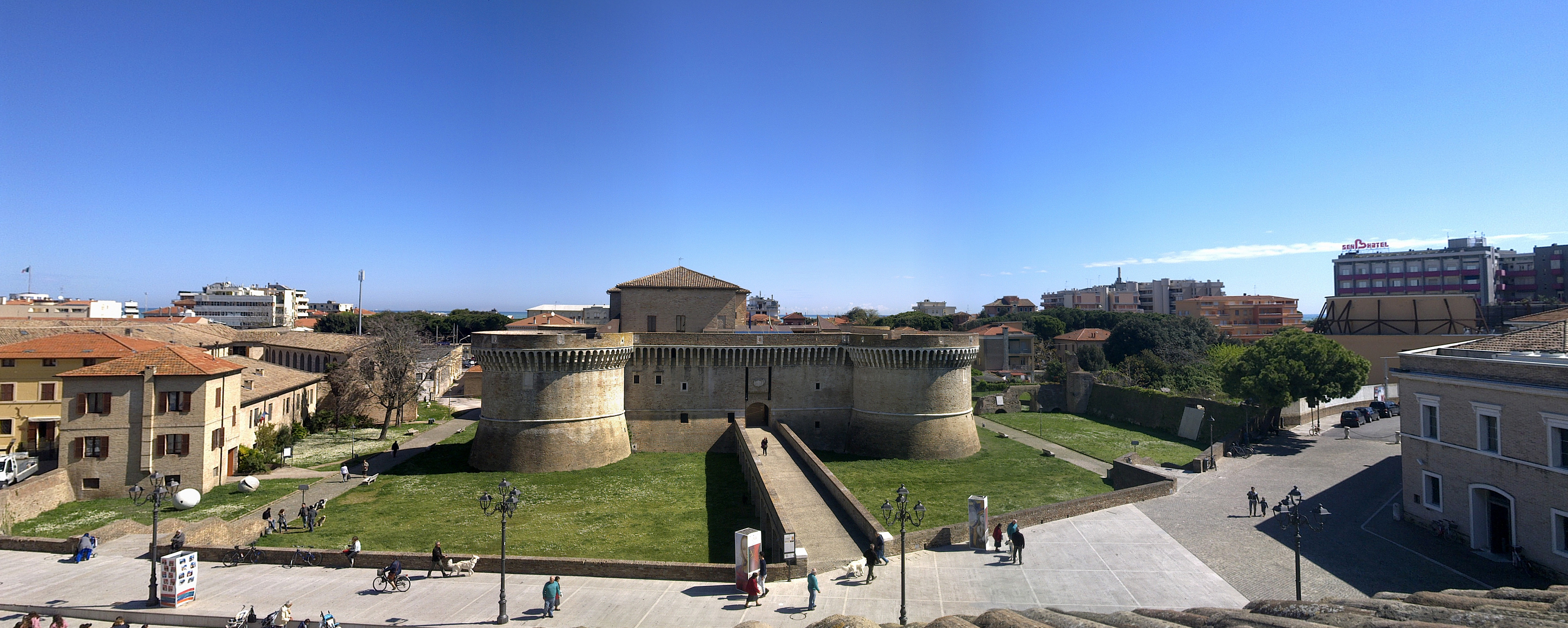
Vue de la fortresse du Palais ducale.

La Rocca Roveresca est le monument le plus important de Senigallia. Il s'agit d'un très bel exemple d'architecture militaire de la Renaissance, à plan carré avec quatre massifs donjons cylindriques aux angles. Son imposant aspect actuel est dû au duc Giovanni Della Rovere, qui a confié les travaux aux architectes Luciano Laurana et Baccio Pontelli. Il a fait construire une habitation d'émergence entourée d'un puissant complexe défensif. Luciano Laurana a dessiné la partie centrale, destinée à protéger le duc et toute sa famille en cas de siège, et le pont levis (1476-1479), tandis que Baccio Pontelli a dessiné la partie militaire (1480-1482). La caractéristique principale et originale de la forteresse de Senigallia est donc, d'avoir un double rôle de résidence et de fortification. La Rocca a eu, au cours des siècles, différentes fonctions : lieu défensif et symbole du pouvoir dans de différentes périodes, siège d'une école du XVIe siècle pour la formation des milices, prison dans l'époque pontificale, hôpital dans la Seconde Guerre mondiale  et aujourd'hui  accueillant des expositions et des événements culturels. 

### La cour
La visite du monument peut commencer par la cour (pièces du IIIe siècle av. J.-C. et structures des XIVe-XVe – XVe siècle siècles). Elle conserve les signes de beaucoup de phases constructives de la Rocca et de l'histoire de la ville. Le double rôle de résidence et de forteresse est celui qui prédomine : il est bien visible dans l'exceptionnel contraste entre le mur gauche, typique des demeures seigneuriales de la Renaissance, et celui-là de droite, caractérisé par les puissantes arcades (XIVe – XVe siècle) d'une courtine militaire. Sur le mur de la partie réservée à l'habitation on peut bien voir des blocs de l'époque romaine : Senigallia, entre le 290 et le 280 av. J.-C., a été la première colonie romaine le long de la côte adriatique. En face de l'entrée, on peut admirer les vestiges d'une antique tour quadrangulaire (XIIe – XIIIe siècle), que l'on rencontre  plusieurs fois pendant la visite, qui a été annexée, en 1350, au petit fort voulu par le Cardinal Egidio Albornoz. En outre, il faut remarquer qu'au-dessus de l'entrée figure un bas-relief avec L'Annonciation qui rappelle la naissance de Francesco Maria I, le 25 mars 1490. Giovanni Della Rovere a fait également construire le Couvent delle Grazie, pour remercier la Vierge de la naissance de son fils et son épouse Giovanna a commandé un tableau à Giovanni Santi, le père de Raphaël.

### Les souterrains
On continue avec la visite des souterrains (XVe siècle), qui étaient destinés au dépôt des denrées alimentaires. La tour (XIIe – XIIIe siècle), qui nous rencontrons encore, remonte au Moyen Âge, période florissante de l'histoire de la ville  dans laquelle selon la tradition se place la naissance de la célèbre foire della Maddalena, le point fort des commerces de la ville. Elle est le seul monument de Senigallia remontant à cette période-là. 

### L'appartement des officiers
En montant l'escalier, on arrive au rez-de-chaussée de la partie centrale, qui était le logement des officiers de la milice préposée à la défense de la forteresse. Il est utilisé surtout dans le XVIe siècle, quand la Rocca devient siège d'une école d'artillerie, voulue par le duc Guidobaldo II, qui en outre a restructuré complètement l'enceinte de remparts de la ville, en lui donnant un aspect caractéristique d'étoile à cinq pointes. 

### L'appartement du duc et la petite chapelle
L'appartement du duc, presque jamais utilisé, et une petite harmonieuse chapelle (XVe siècle) se trouvent au premier étage de la partie centrale, la première qui a été réalisée dans l'agrandissement que les Della Rovere ont fait. Des documents sûrs assignent le projet à Luciano Laurana et la date (1476-1479) est confirmée aussi par des blasons de Giovanni Della Rovere, dans lesquels n'apparaît pas celui de la maison des Montefeltro, qu'il peut ajouter, comme arme de liaison, après le mariage avec Giovanna, qui a lieu en 1478. Les encadrements des portes et des fenêtres présentent les symboles des Della Rovere et l'inscription IO DUX-IO PRE (Johannes Duca et Johannes Prefetto), qui évoque les titres les plus prestigieux de Giovanni Della Rovere. La disposition très simple des espaces révèle la destination d'une habitation prévue pour les cas d'urgence.

### La salle de réception et la chapelle
Le deuxième étage, en revanche, était destiné à la réception des hôtes (XVe siècle). Aujourd'hui il ne reste qu'une salle, qui a été transformée en chapelle (XVIIe – XIXe siècle) probablement à l'époque pontificale pour le détenus de la prison. 

### Les donjons
En continuant la visite on admire les massifs donjons. Ils sont différents l'un de l'autre et sont réalisés en temps bref (1480-1482), d'après un dessin de Baccio Pontelli. Placés à défense de la résidence ducal, ils peuvent être parcourus verticalement et sont reliés dans chaque étage à la partie centrale. Les courts temps de réalisation révèlent la peur pour les invasions turques. Les donjons vers la mer, vers Ancona et vers Fano, sont construits les premiers, ensuite sont construits ceux vers la ville. Un remarquable escalier en colimaçon parcourt tout le donjon donnant sur la mer, vers Fano. Il rappelle celui du Palais Ducal d'Urbino et de la Rocca Costanza de Pesaro. L'escalier est construit avec des blocs monolithiques, qui sont restés intacts et sans traces d'une éventuelle rampe. L'absence d'une main de protection (mais il y a une place dans le mur pour l'insérer) fait penser qu'il n'a été  jamais utilisé. La structure défensive de la Rocca était renforcée d'un fossé plein d'eau, dans lequel affluait l'eau du fleuve Misa, qui traverse le centre historique de Senigallia. Des donjons donnant sur la ville, on peut contempler une magnifique vue sur Piazza del Duca : elle est de grandes dimensions pour des exigences militaires (c'est ici que avaient lieu les exercices des milices roveresques) et elle est ornée de Palais du Duc (XVIe siècle), Palais Baviera (XVe siècle) et Fontaine des canards (XVIe siècle). En face de la forteresse s'élève le Palais Ducal, fait construire par Guidobaldo II, pour accueillir sa cour, les hôtes de passage et les ambassadeur étrangers. À l'intérieur, il conserve un précieux plafond à caissons décoré par le peintre Taddeo Zuccari (XVIe siècle). La fontaine a été voulue par Francesco Maria II à l'occasion de l'achèvement de l'aqueduc ; elle est ornée de quatre canards en bronze, qui évoquent la bonification  de la zone marécageuse au sud de la ville. Enfin il y a le simple et harmonieux Palais Baviera, un hôtel particulier qui doit son nom à Giovanni Giacomo  Baviera, lieutenant de Giovanni Della Rovere, et qui conserve à l'intérieur de remarquables stucs du célèbre plastiqueur d'Urbino Federico Brandani (XVIe siècle).

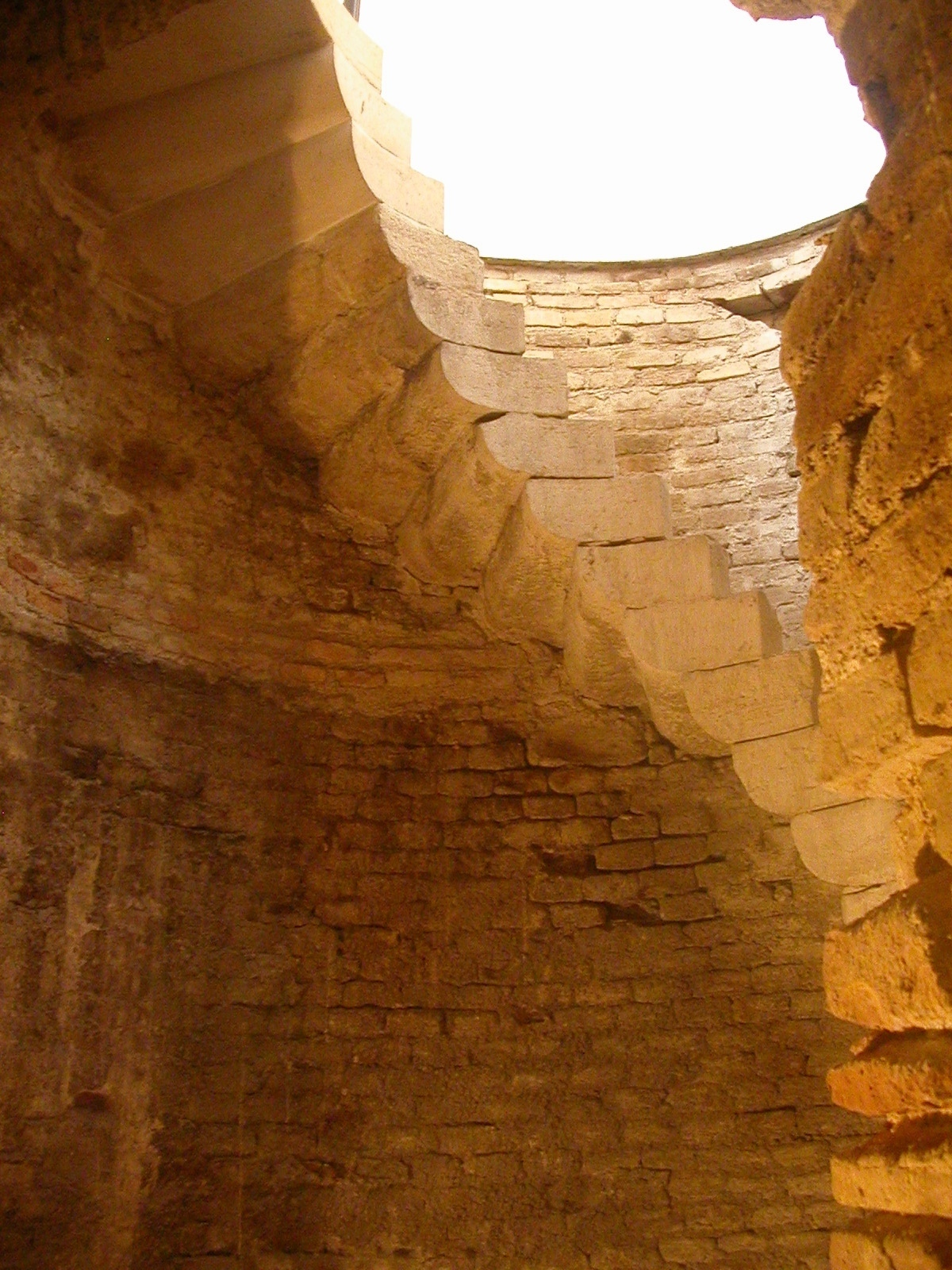
L'escalier en colimaçon.

### La passerelle située entre les murailles duXIVeetXVesiècles
On continue la visite de la forteresse avec la passerelle située entre les murailles du XIVe et XVe siècles, un suggestif passage entre deux phases de construction de la Rocca. On se réfère aux interventions du cardinal Egidio Albornoz, qui, dans la moitié du XIVe siècle, a fortifié Senigallia et de Sigismondo Malatesta, qui, exactement un siècle après, a fait un agrandissement du bâtiment. Les travaux de restauration ont bien remarqué la structure réalisée par les Malatesta, qu'on peut voir plusieurs fois le long du parcours de la visite au monument.

### Les prisons
La découverte de la forteresse de Senigallia termine avec les prisons (XVIIe – XIXe siècle). Elles ont été construites à partir des lieux destinés à garder les canons. La collocation des trous destinés à l'usage militaire révèle qu'une bonne partie de la Rocca est aujourd'hui enterrée. La transformation des espaces en cellules a lieu quand, à cause de l'extinction de la famille Della Rovere, Senigallia est incorporée à l'État Pontifical en 1631 et la Rocca aménagée en prison.

## Galerie

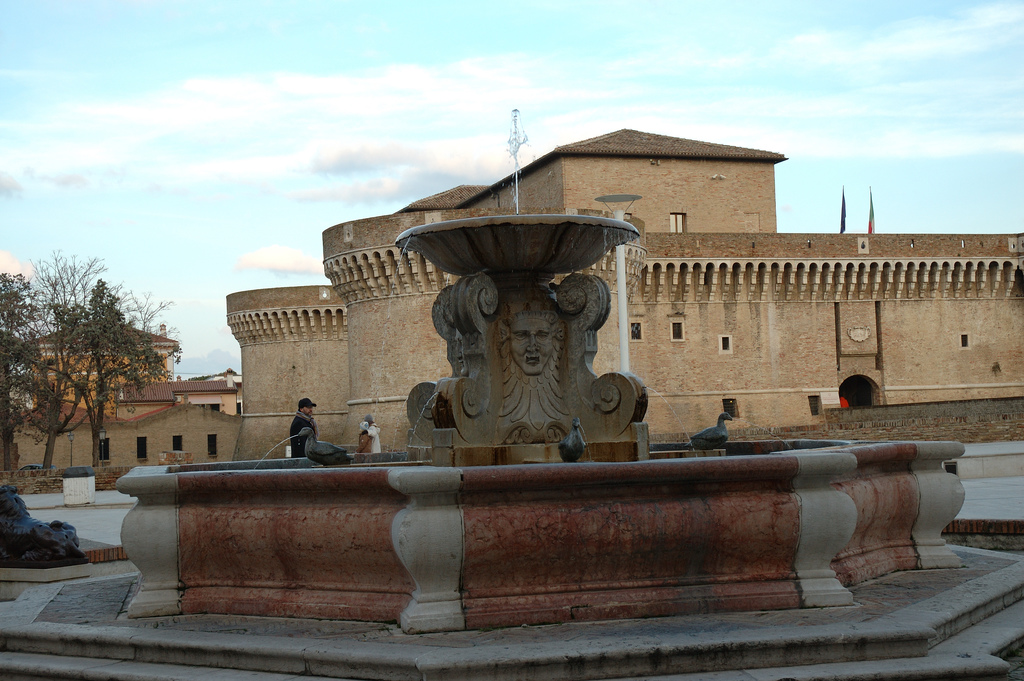
La Fontaine des Canards et la Rocca Roveresca
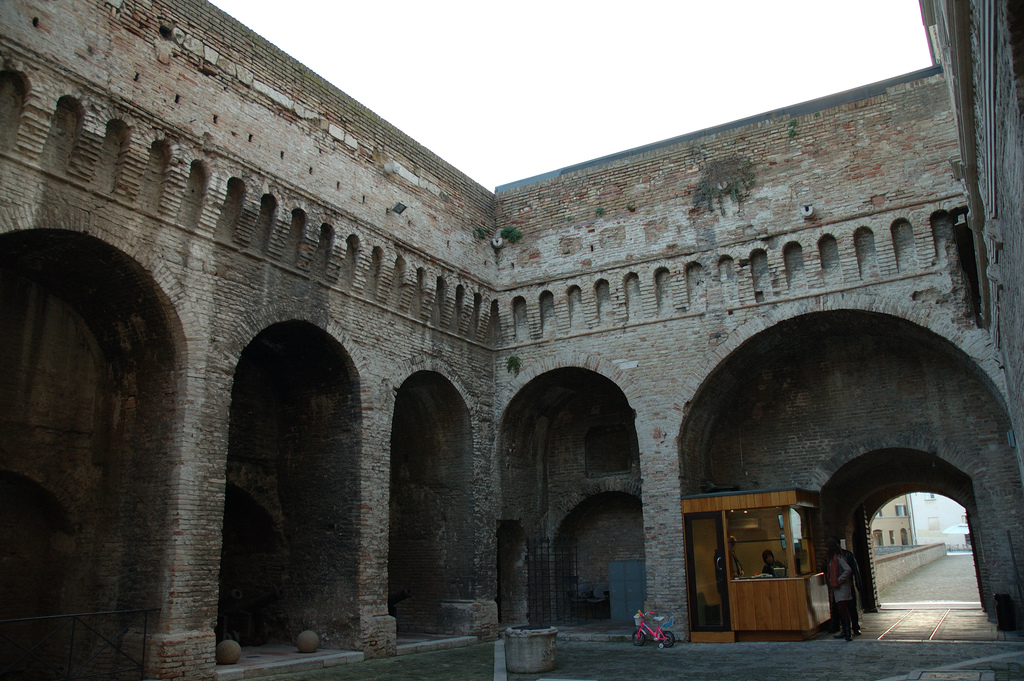
La cour
Blason de la famille Della Rovere
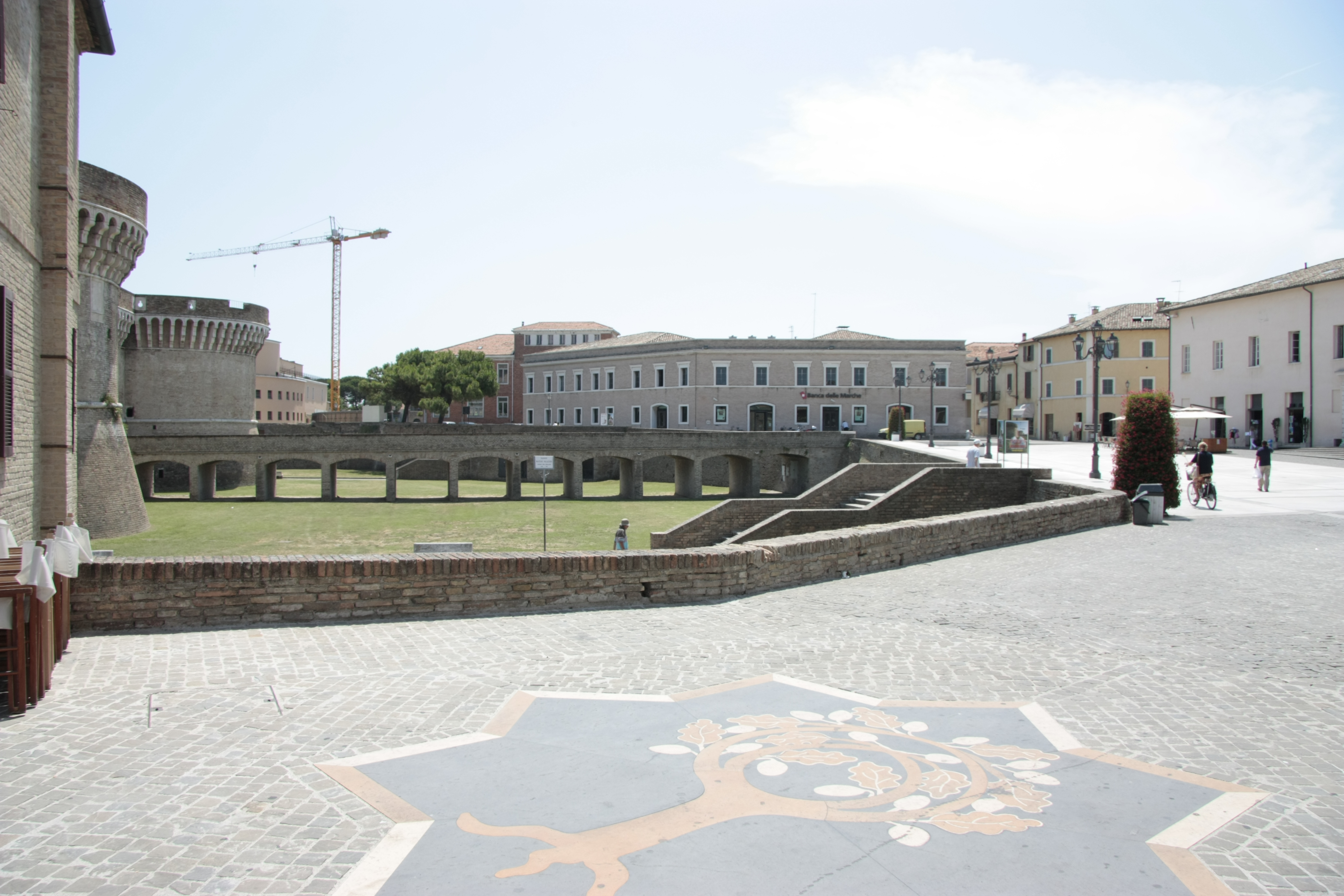
Rocca Roveresca et Piazza del Duca
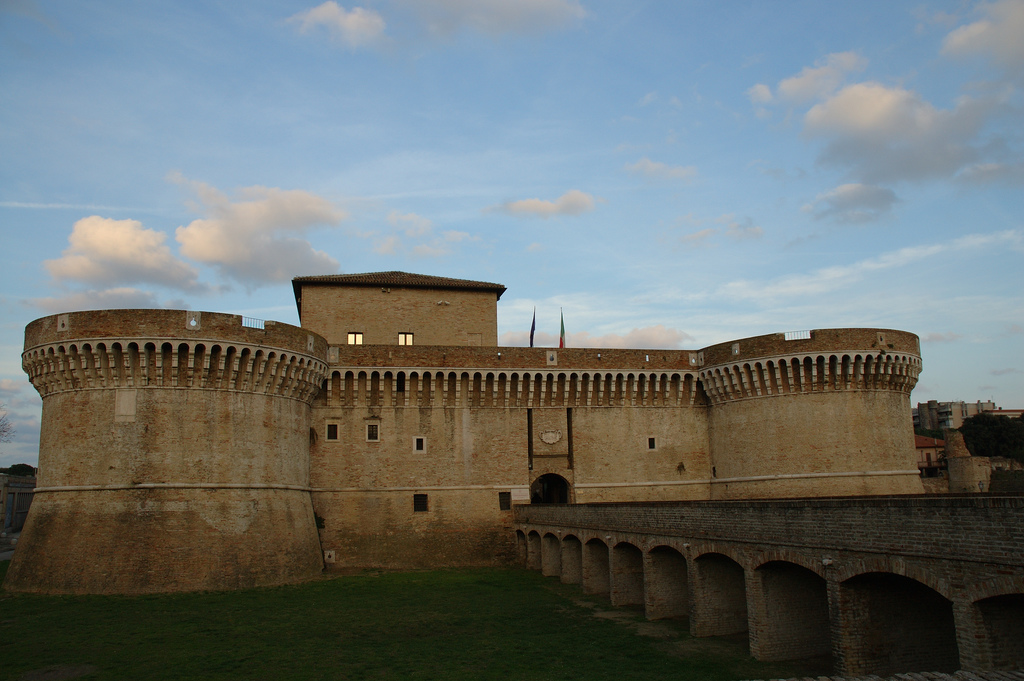
Rocca Roveresca
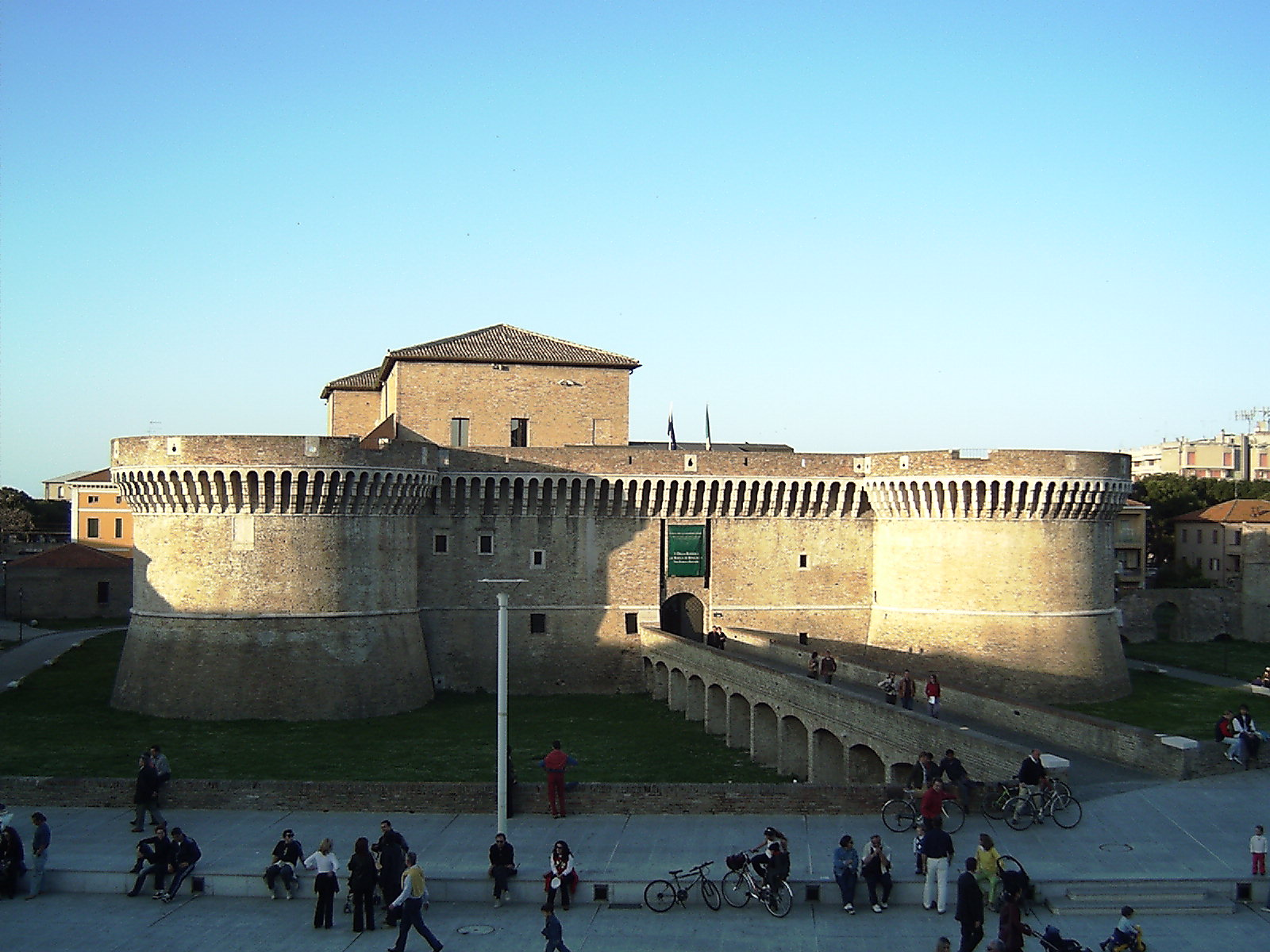
Rocca Roveresca
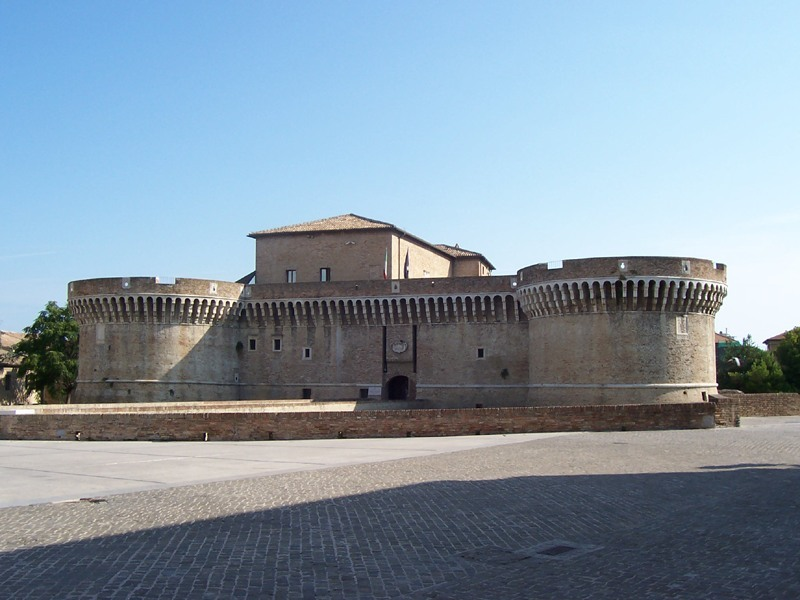
Rocca Roveresca

## Personnalités liées à la Rocca Roveresca de Senigallia
1. Egidio Albornoz
2. Sigismondo Malatesta
3. Giovanni Della Rovere
4. Francesco Maria I Della Rovere
5. Guidobaldo II Della Rovere
6. Francesco Maria II Della Rovere
7. Luciano Laurana
8. Baccio Pontelli
9. Cesare Borgia